# 扎里奇內 (克拉馬托爾斯克區)

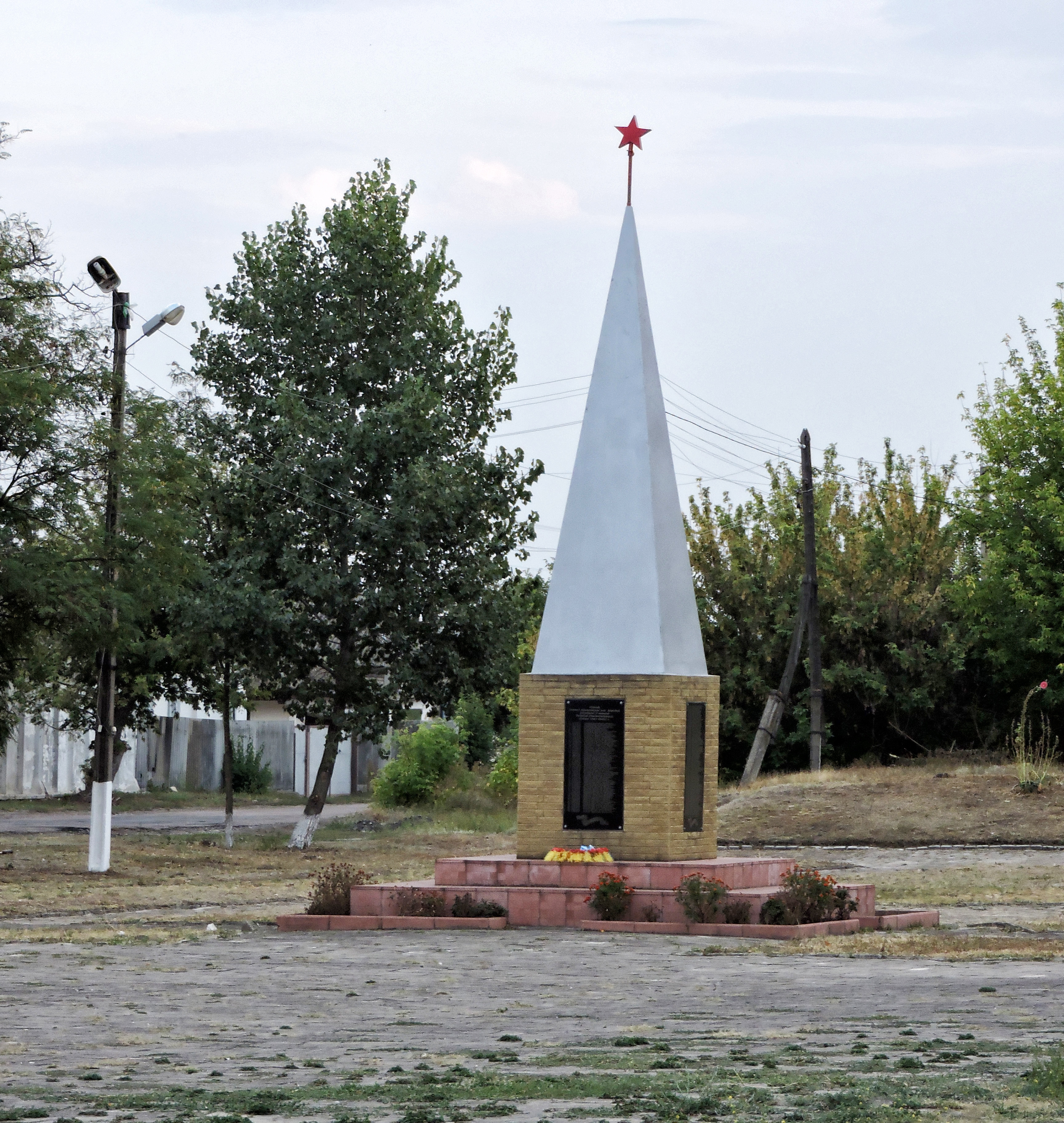
赤卫队及苏联战士墓

扎里奇內（烏克蘭語：Зарічне），之前名为基洛夫斯克，是烏克蘭東部頓涅茨克州克拉马托尔斯克区利曼市镇内的市級鎮。距離頓涅茨克115公里，處於熱雷貝茨河畔，海拔高度71米，2011年該市級鎮人口2,688。